# Grand Éclectus
Eclectus roratus
Espèce
Statut de conservation UICN

 LC  : Préoccupation mineure
Statut CITES
L'Éclectus des Moluques (Eclectus roratus) ou Grand Éclectus, est une espèce d'oiseaux de la famille des Psittaculidae.

## Description
Cas particulier chez les psittacidés, il présente un dimorphisme sexuel marqué. Les mâles ont le bec couleur corail et le plumage vert avec des plumes rouges et bleues au niveau des ailes et de la queue. Les femelles ont le bec noir et le plumage rouge au niveau de la tête et de la queue et bleu au niveau de la poitrine et de la nuque. Ces différences ont conduit les premiers ornithologues européens les rencontrant à les considérer comme des espèces distinctes.
Cet oiseau mesure 33 à 40 cm pour une masse comprise entre 380 et 600 g.
|  |  |

## Alimentation
L'éclectus, comme tous les perroquets se nourrit de fruits, de noix et de graines. Son fruit préféré est la grenade mais il se nourrit de la plupart des fruits: mangues, figues, goyaves, cerises, bananes, melons, fruits à noyau (pêches, prunes, etc.), agrumes, poires, pommes.

## Habitat
Les grands eclectus vivent dans des habitats variés tels que les forêts, les savanes, des plantations de cocotier voire des parcelles d'eucalyptus.

## Comportement
Le grand éclectus est un oiseau prudent qui est surtout actif pendant l'aube et le crépuscule. Il vit en solitaire ou dans un petit groupe. Il est reconnaissable par son cri rauque et il lui arrive de planer tel un faucon au dessus des forêts.

## Répartition
Cet oiseau est endémique des Moluques.

## Position systématique
Le grand éclectus a parfois été rapproché des loriinés, mais les derniers tests ADN semblent confirmer ses relations avec les autres perroquets australiens (psittacinés).

## Sous-espèces
Cet oiseau est représenté par trois sous-espèces :
- Eclectus roratus vosmaeri (Rothschild, 1922)
- Eclectus roratus roratus (Müller, 1776)
- Eclectus roratus westermani Bonaparte, 1850

Cette sous-espèce mesure environ 35 cm pour une masse de 380 à 475 g. La longueur de l'aile est comprise entre 234 et 242 mm chez les mâles et entre 225 et 230 mm chez les femelles. Le poussin pèse de 16 à 17 g à la naissance. Le mâle est vert foncé avec la tête légèrement teintée de jaunâtre. Les flancs et le dessous des ailes sont rouges.